# Chrétien-Guillaume de Lamoignon de Malesherbes
Chrétien-Guillaume de Lamoignon de Malesherbes, född den 6 december 1721 i Paris, död (avrättad) där den 22 april 1794, var en fransk statsman och skriftställare.
Malesherbes efterträdde 1750 sin far som president i Cour des aides (en överdomstol i skattemål) samt fick då även överinseendet över bokhandeln (censuren) till 1763. Simon Boëthius skriver i Nordisk familjebok: "M. är en af de ädlaste representanterna för den reformifver och de humanitetssträfvanden, som, om också ensidiga, utgöra den vackra sidan af 1700-talets 'upplysning', och han begagnade sin ämbetsställning för att kraftigt befordra dessa riktningar. 'Filosoferna' funno i honom den mildaste censor, hvilken, i stället för att undertrycka, underlättade de nya déernas spridning." Som president bekämpade han oförskräckt missbruken inom förvaltningen, och i en skriftlig framställning till kungen 1771, med anledning av Maupeous åtgärder mot parlamenten uttalade han sig redan nu för riksständernas inkallande, men detta hade till följd, att han förvisades till sitt gods och att Cour des aides upplöstes. Då Ludvig XVI återställde de gamla ämbetsverken, återställdes dock även detta, och Malesherbes återinsattes under allmänt jubel i sin presidentvärdighet 1774. Han frånträdde emellertid sin plats redan 1775, då en ny inlaga, varigenom han sökte förmå den unge kungen till reformer och riksständernas inkallande, blev fruktlös, men samma år lät han av Turgot förmå sig att inträda i regeringen som minister för kungens hov, varmed följde uppsikten över polisväsendet; och under det han nu troget understödde Turgot i dennes reformsträvanden, sökte han inom sitt departement genomföra viktiga förbättringar, särskilt med avseende på de så missbrukade lettres de cachet. Malesherbes tröttnade emellertid och begärde i april 1776 sitt avsked. Härigenom blev han oavsiktligt närmaste anledningen till det stora reformverkets misslyckande, ty genom sin iver att få en värdig efterträdare åt Malesherbes ådrog sig Turgot Ludvig XVI:s misshag och blev avskedad i maj samma år. Malesherbes ägnade sig nu åt studier och resor, men upphörde dock ej att varmt intressera sig för tidens reformsträvanden. Vid revolutionens annalkande sökte Ludvig XVI besvärja stormen genom att ännu en gång (1787) kalla Malesherbes till minister (om än utan portfölj), och som sådan bidrog han väsentligt till utfärdandet av ett edikt, varigenom de franska protestanterna erhöll en rättsligt tryggad ställning. Emellertid kände han sig inte heller nu vuxen det politiska livets strider, utan drog sig tillbaka omedelbart före riksständernas sammanträde (1789). Rättegången mot Ludvig XVI förmådde honom att åter lämna privatlivets lugn för att frivilligt åtaga sig den farliga rollen av kungens advokat; men alla hans strävanden att rädda den olycklige blev fåfänga, och det var han, som hade den tunga plikten att först underrätta Ludvig om hans dom (1793). "Ett lif så helt egnadt åt mänsklighetens sak som M:s fann ej nåd inför dem, som nu ryckte till sig makten för att i mänsklighetens namn begå de skändligaste ogärningar", skriver Boëthius. I december 1793 häktades Malesherbes jämte sin familj, fördes till Paris, ställdes inför revolutionstribunalet och avrättades följande år, efter att förut ha sett sina barn och barnbarn gå till döden. Malesherbes utgav utom statsrättsliga skrifter flera naturvetenskapliga arbeten av värde.
Han blev ledamot av Franska vetenskapsakademien 1750 och av Franska akademien 1775.
Asteroiden 10541 Malesherbes är uppkallad efter honom.